# Paranormal Activity: Tokyo Night
Paranormal Activity: Tokyo Night (パラノーマル・アクティビティ 第2章 TOKYO NIGHT?, Paranōmaru Akutibiti Dai Ni Shō: Tokyo Night) è un film del 2010 diretto da Toshikazu Nagae.
Il film giapponese, in stile falso documentario, tenta di cavalcare l'onda del successo ottenuto dal film di Oren Peli Paranormal Activity, proponendosi come suo sequel, nonostante sia totalmente indipendente, non ufficiale e non facente parte della continuity principale della serie.

## Trama
Una studentessa universitaria in viaggio di studi negli USA è costretta all'anticipato ritorno per via di un incidente d'auto dove entrambe le gambe sono state gravemente ferite. Costretta su una sedia a rotelle viene trasportata nella sua abitazione a Tokyo, qui rimarrà con suo fratello in quanto suo padre parte per un viaggio d'affari. Dopo la partenza strani avvenimenti iniziano a manifestarsi in quell'abitazione.

## Distribuzione
Il film è stato distribuito in diversi paesi fra cui:
- Giappone, パラノーマル・アクティビティ 第2章 TOKYO NIGHT, 20 novembre 2010
- Russia, Паранормальное явление: Ночь в Токио, 24 febbraio 2011
- Regno Unito, Paranormal Activity: Tokyo Night, 21 marzo 2011
- Brasile, Atividade Paranormal Tóquio, 25 marzo 2011
- Messico, 8 luglio 2011
- Turchia, 22 luglio 2011
- Kuwait, 29 agosto 2011

## Curiosità
- Gli avvenimenti del film si potrebbe dedurre che accadano dopo la conclusione del primo film Paranormal Activity, quando dopo la morte di Micah e la scomparsa di Katie, il demone segua la coppia arrivata a Tokyo da un viaggio a San Diego.